# Calao brun
Anorrhinus tickelli
Espèce
Statut de conservation UICN

 NT  : Quasi menacé
Statut CITES
Le Calao brun (Anorrhinus tickelli) est une espèce d'oiseaux de la famille des Bucerotidae.

## Description
Cet oiseau a une taille de 60 à 65 cm. Le mâle pèse 850-900 g, la femelle 700-800 g.
Le mâle a un bec jaune-ivoire alors que chez la femelle il est brun-grisâtre sombre. Le plumage est principalement marron, tirant sur le roux sur les parties inférieures (cou, poitrine, ventre…).

## Répartition
Cette espèce se rencontre dans le sud de la Birmanie (dans la région montagneuse de Tenasserim) et dans le sud-est de la Thaïlande.

## Habitat
Le calao brun fréquente les forêts tropicales d'arbres à feuilles persistantes et à feuilles caduques situées dans les régions de collines, et plus particulièrement les  zones de grands arbres qui forment des parcelles denses.
On le trouve jusqu'à une altitude qui peut atteindre 1500 mètres.

## Nutrition
Le calao brun est frugivore et carnivore.
Il se nourrit de fruits et de petits animaux. Il mange au moins 32 sortes de plantes, des arthropodes, des chauves-souris, des lézards, des mollusques terrestres, des vers de terre et des oisillons.
En Thaïlande : 22% de figues, 37% d'autres fruits et 40% de proies animales.

## Reproduction
La saison des amours commence en février et se termine en avril (en Thaïlande, en février et mars).
Le nid se trouve dans une cavité naturelle d'un arbre, entre 3 et 8 mètres de hauteur et abrite de 2 à 5 œufs.

## Étymologie
Son épithète spécifique, tickelli, commémore le colonel Samuel Richard Tickell (1811-1875), militaire et ornithologue britannique.

## Statut
L'espèce est considérée comme Near Threatened (NT, quasi menacé) par l'UICN en raison de la diminution de sa population.